# Панкова, Марина Анатольевна
Мари́на Анато́льевна Панко́ва (до 1989 — Никулина; 3 марта 1963, Братск, Иркутская область, РСФСР, СССР — 4 ноября 2015, Москва) — советская и российская волейболистка, игрок женских сборных СССР, СНГ (1987—1992) и России (1993—1996). Олимпийская чемпионка 1988, чемпионка мира, двукратная чемпионка Европы (1991 и 1993), 5-кратная чемпионка СССР. Заслуженный мастер спорта СССР (1988). Разносторонняя волейболистка, бо́льшую часть игровой карьеры провела в качестве связующей.

## Биография
Марина Никулина начала заниматься волейболом в 1975 году в городе Братске Иркутской области. В начале игровой карьеры выступала за «Политехник» (Иркутск) и «Политехник» (Челябинск). В 1985 году перешла в свердловскую «Уралочку», за которую играла до 1991 года. С 1992 по 1995 на протяжении трёх сезонов выступала в Испании за «Мурсию», а в 1995—1996 играла за «Уралтрансбанк» (Екатеринбург). В составе «Уралочки» 5 раз становилась чемпионкой СССР, а также трижды победителем Кубка европейских чемпионов.
В сборных СССР, СНГ и России в официальных соревнованиях выступала в 1987—1996 годах. Неоднократно в их составах становилась победителем и призёром крупнейших международных соревнований, в том числе олимпийской чемпионкой 1988, серебряным призёром Олимпийских игр 1992, чемпионкой мира 1990, двукратной чемпионкой Европы (1991 и 1993), двукратной победительницей Игр доброй воли. В 1991 году приняла участие в «Гала-матче» ФИВБ, в которой сборной СССР противостояла сборная «Звёзды мира».
До 1990 года играла на позиции диагональной нападающей, но после ухода из сборной СССР и «Уралочки» Ирины Пархомчук переквалифицировалась в связующую и в 1991 году была признана лучшим игроком этого амплуа на чемпионате Европы.
В 1985 году окончила Иркутский политехнический институт.
Умерла 4 ноября 2015 года. Похоронена на Богородском кладбище (уч. 1) в Московской области.

## Достижения

### С клубами
- 5-кратная чемпионка СССР — 1986—1989, 1991;
- двукратный обладатель Кубка СССР — 1986, 1987;
- бронзовый призёр чемпионата России 1996;
- трёхкратная победительница розыгрышей Кубка европейских чемпионов — 1987, 1989, 1990;
- трёхкратная чемпионка Испании — 1993—1995.

### Со сборными
- Олимпийская чемпионка 1988;
  - серебряный призёр Олимпийских игр 1992;
  - участница Олимпиады-1996 (4-е место);
- чемпионка мира 1990;
  - бронзовый призёр чемпионата мира 1994;
- бронзовый призёр Кубка мира 1991,
- бронзовый призёр Всемирного Кубка чемпионов 1993;
- двукратный бронзовый призёр Гран-при — 1993, 1996;
- двукратная чемпионка Европы — 1991, 1993;
  - серебряный призёр чемпионата Европы 1987;
- двукратная победительница Игр Доброй воли — 1990, 1994.

### Индивидуальные
- Лучшая связующая чемпионата Европы 1991.

## Награды и звания
- Заслуженный мастер спорта СССР (1988);
- Орден Почёта (1989).

## Семья
- Муж — Вадим Панков (р. 1964) — главный тренер женской волейбольной команды «Заречье-Одинцово»;
- Дочь — Екатерина Панкова (р. 1990) — российская волейболистка, связующая московского «Динамо» и сборной России, двукратная чемпионка Европы (2013, 2015);
- Сын — Павел Панков (р. 1995) — российский волейболист, связующий московского «Динамо», неоднократный чемпион молодёжных и юниорских первенств мира и Европы в составе сборных России различных возрастов.

## Источник
- Волейбол. Энциклопедия/Сост. В. Л. Свиридов, О. С. Чехов. — Томск: Компания «Янсон», 2001.